# Polyorycta interrupta
Polyorycta interrupta là một loài bướm đêm trong họ Noctuidae.